# 郑炳庚
郑炳庚（1901年3月14日—1980年3月5日），字焕平，浙江青田人，中华民国陆军中将。
郑炳庚于1924年进入黄埔陆军军官学校第一期就读。中山舰事件后，出任海军局政治部宣传科科长、秘书。北伐战争中任第二十一师政治部主任。1928年任国民党浙江省党部执行委员。1935年起，任浙江省军事训练委员会主委、武昌行营政训处处长、广州行营政训处处长兼第二厅厅长。抗日战争期间，历任中央陆军军官学校政治部主任、第九战区政治部主任、军政部中将部附兼特种党部书记长等职。1945年底进入陆军大学将官班受训，1947年授陆军中将。次年当选第一届国民大会代表，同年出任陆军总司令部中将高参、国防部中将参谋。赴台后，又历任政治部设计指导委员会委员、陆军大学政治部主任、国防大学政治部中将主任、总政治部副主任、国防会议国防计划局副局长等职。1961年退役，1980年于台北逝世。